# .38 Colt New Police
Pour les articles homonymes, voir .38.
La cartouche civile pour revolver .38 Colt New Police fut conçue par Colt pour son modèle Police Positive en montant une balle en plomb à bout plat sur une .38 S&W. Elle est toujours en fabrication en 2008. 

## Dimensions
- Diamètre de la balle : 9,12 mm
- Longueur de la douille : 19,81 mm
- Longueur de la cartouche : 30,48 mm

## Balistique indicative
- Masse de la balle : 9,5 g
- Vitesse initiale : 209–223 m/s
- Énergie initiale : 203-233 J